# Anacleto Valenzuela
(Marco) Anacleto Valenzuela (†12 november 1904) was een Chileens militair.
Hij voltooide in 1869 zijn opleiding aan de militaire academie met de rang van tweede luitenant. Hij nam zowel deel aan de Salpeteroorlog (1879-1882) als de Chileense Burgeroorlog. Tijdens die laatste oorlog vocht hij aan de zijde van het regeringsleger als luitenant-kolonel, en later als kolonel. Nadat het regeringsleger de oorlog had verloren werd Valenzuela oneervol ontslagen uit het Chileense leger.
Hij overleed op 12 november 1904 en was getrouwd met Fidelia Köster.